# 藤川一歩
藤川 一歩（ふじかわ いっぽ、1954年4月11日 - ）は、日本の俳優。東京都出身。身長183cm、血液型はA型。劇団1980に所属。

## 出演

### テレビドラマ
- 父と娘の悲しい終着駅（1982年、YTV）
- アタックNO.1（2005年、テレビ朝日）
- NHKスペシャル｢体感･首都直下地震｣内ドラマ『パラレル東京』（2019年、NHK）
- 明治開化 新十郎探偵帖 第3回（2020年、NHKBSプレミアム）- 新十郎の父役

### 映画
- オキナワの少年（1983年）- 主演

### その他のテレビ番組
- 逆転人生（NHK）- 再現VTR
  - 親子2代の夢を実現 世界が認めたウイスキー（2020年5月）
  - 認知症の親が鉄道事故に 社会を動かした逆転裁判（2020年6月）
- 世界の何だコレ!?ミステリー（2020年6月、フジテレビ）- 再現VTR

### 舞台
- 男冬村村會議事録
- 秘事神楽 鬼八塚講
- 裏読み 味噌樽で縮んだズボン
- 路死亡人考
- 劇団1980｢解体 死霊解脱物語聞書 累麻疹｣
- 劇団1980素劇｢あゝ東京行進曲｣@俳優座劇場
- 劇団1980公演｢七人目の悪霊｣

### オリジナルビデオ
- 危険な情事 堕ちてゆく柔肌（2003年）
- 派遣ウォーズ オフィス裏事情最前線（2003年）
- 組長への道 餓鬼極道3（2019年）緒方役